# Mamata
Mamata (em sânscrito "ação do eu") é segundo a escola filosófica vedanta uma das duas alças da algema que ata as mãos da alma individual  ao samsara, ou ciclo de nascimentos e mortes.
Enquanto houver a noção de aham, ou "eu", "ego” existirá a noção de mamata, ou "isso é meu", "está relacionado a mim", que funcionam como algemas atando o ser ao mundo material.
Tanto aham quanto mamata são destruídos com o surgimento de vidya, o conhecimento espiritual que leva a moksha.